# Пєтухово (село, Пєтуховський район)
Петухо́во (рос. Петухово) — село у складі Петуховського округу Курганської області, Росія.
Населення — 460 осіб (2010, 460 у 2002).
Національний склад станом на 2002 рік:
- росіяни — 91 %